# Tesla (чехословацкая компания)

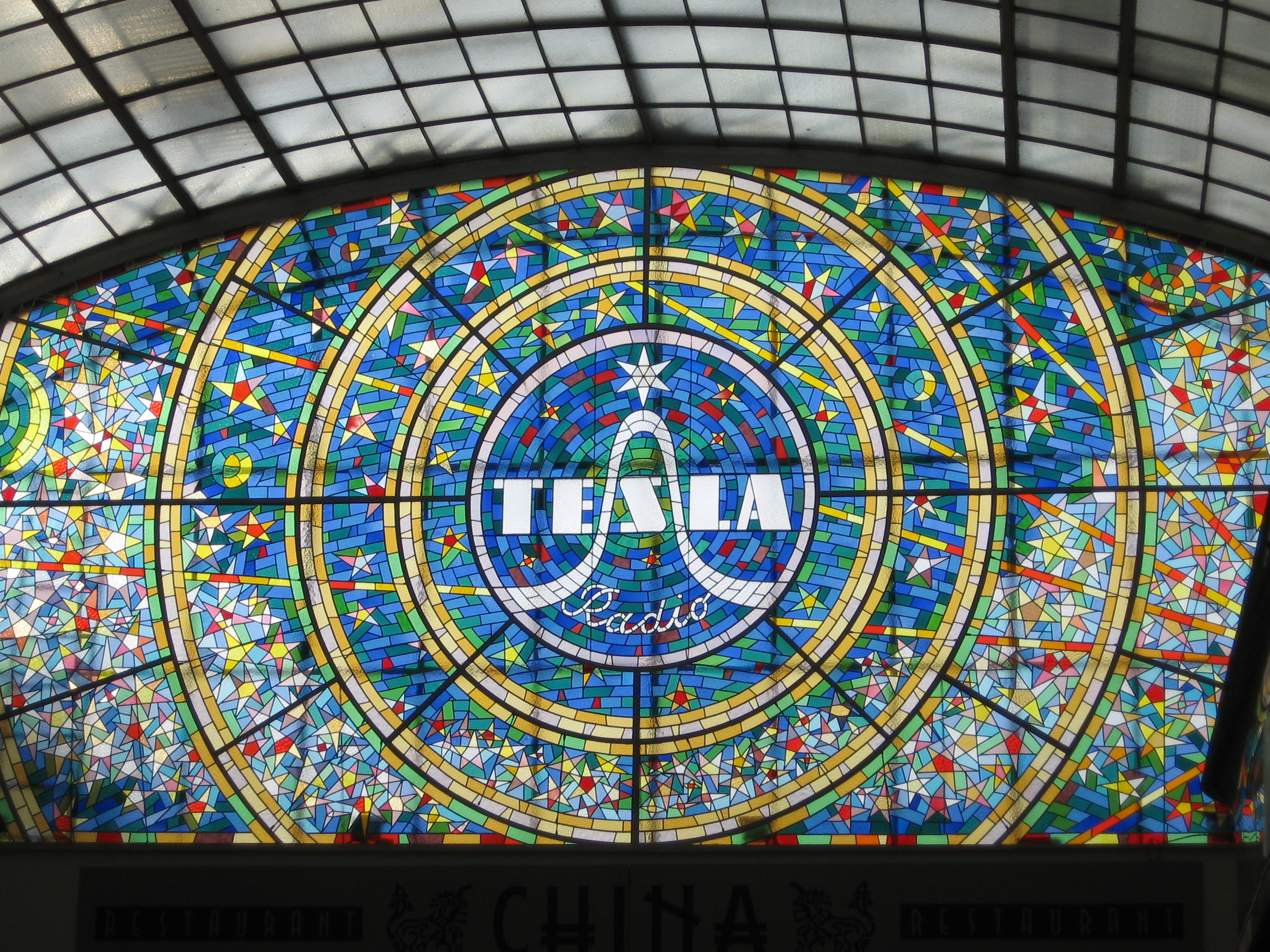
Витраж в Светозорском пассаже в Праге

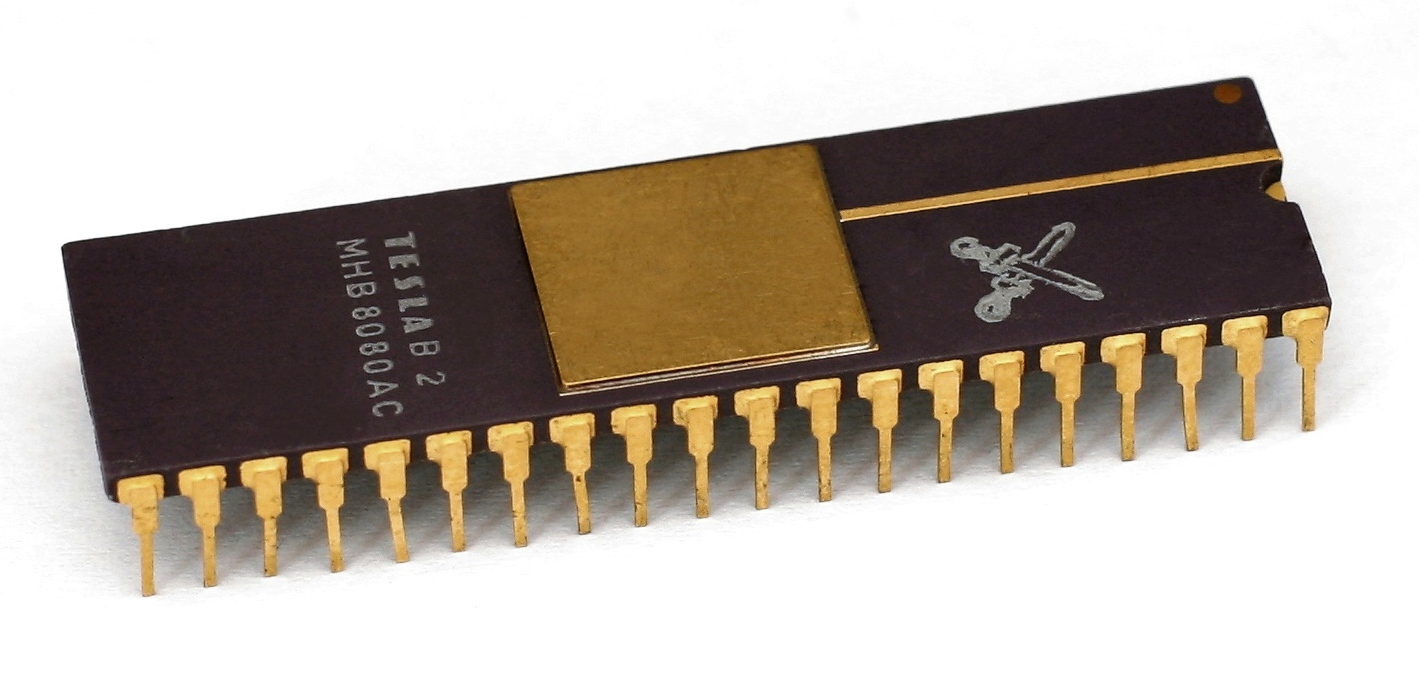
Тесла MHB 8080 (копия Intel i8080)

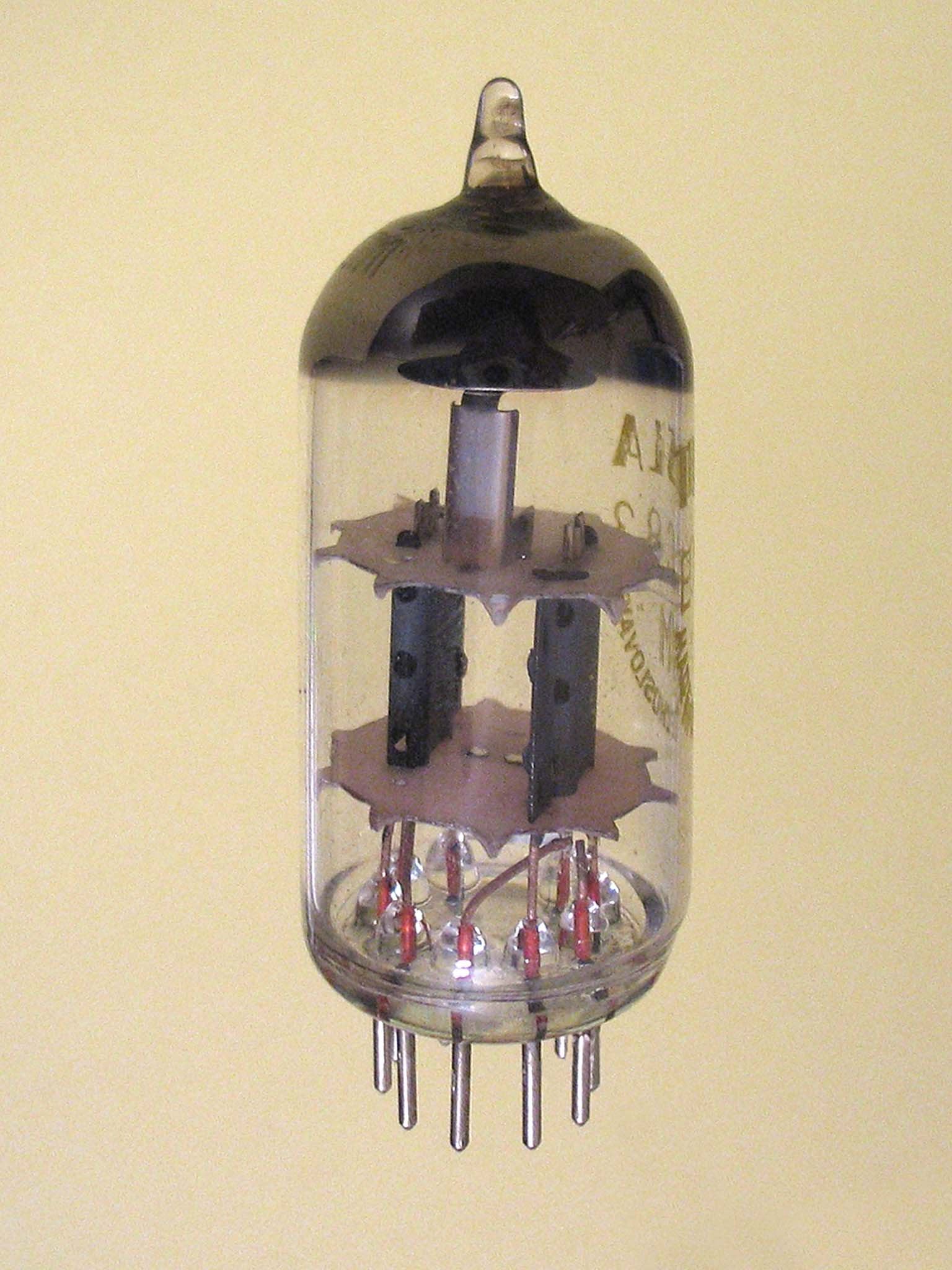
Электронная лампа ЕСС 83

TESLA — чешско-словацкий концерн, производивший электротехнические и электронные устройства и компоненты для военных, профессиональных и любительских целей. Прямым преемником TESLA является нынешняя чешская компания Tesla as (около 400 сотрудников), которая была создана из филиала Tesla Hloubětín. В Словакии в настоящее время существуют компании под названием TESLA Stropkov, akciová spoločnost и TESLA Liptovský Hrádok, akciová spoločnost .

## Появление
Компания TESLA была основана 10 августа 1946 года на заводе «Микрофона» в Страшнице, ныне округе на востоке Праги при участии югославского министра Златарича Бранко, македонского министра промышленности Васильева Георгия, министра промышленности Богумила Лаушмана, представителей правительства, учреждений и университетов. Компания была создана путем национализации и слияния 16 изначально самостоятельных компаний — это были либо чешско-словацкие компании, либо, чаще, филиалы иностранных концернов:
- Всегда — Прага
- Elektra — Прага, основана в 1921 году, с 1932 по 1945 год входила в состав Philips .
- Электротехна — Прага
- Металликс-Рентген — Прага
- Микрофон — Прага-Страшнице
- Blue Point — IDEAL Radio — немецкий Blaupunkt
- Филипс
- Прчал-Эрикссон
- Радиолектра — Прага
- Радиотехника
- Сименс-Хальске
- Сименс-Радио — Братислава
- Телефункен
- Телеграфия
- Триотрон — Прага
- Тунгсрам — Братислава

## Название и торговая марка TESLA
Название TESLA изначально (и официально) было вдохновлено именем сербского инженера-электрика Николы Теслы († 1943 г.). Журнал Radioamatér официально сообщил о создании компании в октябре 1946 года . После того, как в 1950-х годах произошел идеологический раскол стран социалистического лагеря и Югославия в то время стала непопулярна, использование сербского названия стало неуместным, и поэтому название было изменено на TEchnika SLAboprúdová, что обозначает на по-русски "техника слабых токов". Но в написании осталась та же TESLA.

## Подразделения
В Чехословакии компания TESLA была государственной монополией по производству телевизоров, радиоприемников, радиовещательного оборудования, лампочек и электротехнических компонентов. Его продукция предназначалась не только для всех социалистических государств СЭВ, но и для других дружественных в то время стран, таких как Египет, Сирия и другие. В 1980 году генеральная дирекция Tesla Prague была упразднена, и впоследствии были созданы четыре отдельных концерна: Tesla Rožnov (электронные компоненты), Tesla Karlín (промышленная электроника), Tesla Brno (измерительные и лабораторные технологии) и Tesla Bratislava (бытовая электроника). Все они были включены в Федеральное министерство электротехнической промышленности (FMEP). ТЕСЛА — Научно-исследовательский институт технологии связи А. С. Попова остался в непосредственном ведении ФМЭП.
Компания имела большое количество заводов.

### В Праге это были
- Тесла Карлин (телефонные станции)
- Тесла Вршовице (силовые лампы)
- Tesla Strašnice (телевидение и вещательные технологии)
- Tesla Hloubětín (технология вещания, технология связи)
- Тесла Голешовице (лампочки)

### В Чехии
- Tesla Liberec (магнитофоны, пожарная сигнализация)
- Tesla Cologne (радиоприемники)
- Тесла Градец Кралове (компоненты)
- Tesla Pardubice (телевизоры, магнитофоны и радиолокационные технологии, пассивные радары)
- Тесла Пржелоуч (магнитофоны)
- Тесла Ланшкроун (конденсаторы и транзисторы)
- Tesla Vrchlabí (лампы, дигитроны, светодиоды, ЖК-дисплеи, тиристоры и симисторы, клиентские устройства, счетчики, калькуляторы)
- Tesla Jihlava (автозапчасти, клавиатуры, разъемы)
- Tesla Brno (усилители и панели управления)
- Tesla Litovel (вертушки, пульты)
- Тесла Рожнов (лампы, интегральные схемы — в основном аналоговые, преобладает биполярная технология производства, телевизоры)
- Тесла Валашске Мезиржичи (динамики)
- Metra Blansko (измерительные приборы) и Metra Ústí nad Labem

### В Словакии

#### TESLA — Бытовая электроника, концерн Братислава
- Тесла Братислава, концерн (радиоприемники, позднее также вычислительная техника — калькуляторы, персональные компьютеры — ПМД 85 и ПП 06)
  - Завод Дунайска Стреда, позже Прогрессон, государственное предприятие (радиоприемники)
  - Завод Чалово (Вельки Медер)
  - АВЭКС, акционерное общество, создано в 1987 году как совместное предприятие с компанией PHILIPS NV, выпускаемой под брендом TESLA AVEX (видеорегистраторы)
- Предприятие концерна Tesla Orava (телевизоры) в деревне Нижна-над-Оравой предприятие в 1958 году Манес начал производство первого черно-белого телевизора. В 1975 году началось производство цветного телевизора TESLA COLOR.

- Завод Трстена
- Завод Оравска Лесна

- Растения КП Тесла Голешовице:
  - Завод Nové Zámky, с 1990 года Tesla Nové Zámky as, сегодня OSRAM as (лампы накаливания и газоразрядные лампы)
  - Завод Молдова-над-Бодвоу
  - Завод в Приевидзе

- Tesla VRÚSE — Научно-исследовательский институт бытовой электроники, организация специального назначения концерна, Братислава

#### TESLA — Электронные компоненты, концерн Рожнов
- Тесла Пиештяны (полупроводники — в основном логика, преобладает униполярная технология изготовления, вычислительная техника). Tesla Piešťany была куплена в 1998 году концерном Motorola[5], от которого в 1999 году отделилась часть полупроводникового подразделения и была основана компания ON Semiconductor, которая и сегодня продолжает работать в Пьештянах как Onsemi, в которой работает 300 сотрудников[6]. Центр разработки Onsemi в Братиславе разрабатывает микросхемы для мировых производителей автомобилей и является уникальным в Словакии.[6]
- Растения КП Тесла Ланшкроун:
  - Завод Стара Любовня

#### TESLA — Инвестиционная электроника, пражский концерн
- Tesla Elektroakustika, группа компаний, Братислава (студия и звукорежиссура)
  - Завод в Требишове, позже TESLA ALMES Trebišov sro (приборные шкафы ALMES)
- Tesla Liptovský Hrádok (телекоммуникационные технологии)
  - Завод Вельки Кртиш
- Тесла Стропков (телефоны и коммутаторы)

#### TESLA — Измерительные и лабораторные приборы, концерн Брно
- Тесла Воробьи (усилители)

## Тесла в настоящее время
После 1989 года отдельные части компании стали самостоятельными. По большей части они исчезли. Некоторые превратились в частные компании с новым названием. Прямым преемником является нынешняя чешская компания Tesla as (около 400 сотрудников), которая была создана из филиала Tesla Hloubětín . Tesla as производит в основном военные микроволновые системы, медицинские приборы или мобильные устройства для очистки чистой воды. Завод в Млада-Вожице занимается машиностроительным производством (прежде всего, производством мебели для мастерских).
В Словакии в настоящее время существует компания TESLA Stropkov as, которая производит устройства для связи в многоквартирных домах (дверные звонки), электрические розетки и выключатели, и TESLA Liptovský Hrádok, акционерное общество, которое производит машиностроительную продукцию (конструкции — стеллажи, шкафы для сборки деталей), электротехнические (печатные платы и др.) и телекоммуникационные (щиты распределительные, устройства связи, их комплектующие для ремонта и обслуживания).
Существует также предприятие TESLA Batteries, производящее с 2015 года промышленные и бытовые элементы питания. В России батарейки TESLA поставляются компанией ООО "Тесла Хоум".